# William Passmore Carlin
William Passmore Carlin (né le 23 novembre 1829 à Carrollton dans le comté de Greene, État de l'Illinois, et décédé le 4 octobre 1903 à Livingston dans le comté de Park, État du Montana) est un Major général de l'Union. Il est enterré à Carrollton, État de l'Illinois.

## Avant la guerre
William Passmore Carlin est diplômé de West Point en 1850 dans la même promotion que Gouverneur K. Warren, Eugene A. Carr, Adam J. Slemmer, Lucius A. Walker, Robert Ransom Jr. and William L. Cabell,,. À sa sortie de West Point, il est breveté second lieutenant le 1er juillet 1850 et affecté au 6th United States Infantry. Il est promu second lieutenant le 15 avril 1851, puis premier lieutenant le 3 mars 1855. Il combat les Sioux lors de l'expédition menée par le général William S.Harney en 1855 les Cheyennes lors de celle menée par le colonel Edwin V. Sumner et participe à la campagne contre les mormons dans l'Utah en 1858 menée par le général Albert Sidney Johnston.
Il est promu capitaine le 2 mars 1861 juste avant le début du conflit.

## Guerre de Sécession
Au début du conflit, William Passmore Carlin est nommé colonel du 38th Illinois Volunteer Infantry le 15 août 1861. Il participe à la bataille de Fredericktown dans le Missouri contre les forces confédérées du général Meriwether Jeff Thompson. Il participe aussi aux batailles de Corinth et de Perryville.
Il est promu brigadier général le 29 novembre 1862 et commande une brigade à la bataille de Murfreesboro. Il commande le 1st brigade de la 1st division du XIV Corps lors de tous les combats de l'armée du Tennessee.
Il est breveté lieutenant colonel le 24 novembre 1863 pour bravoure et service méritant à la bataille de Chattanooga. Il commande alors la 1st division du XIV Corps à l'issue de la bataille d'Atlanta et participe à la Marche de Sherman vers la mer.
Il est alors promu commandant de l'armée régulière le 8 février 1864.
Au début de 1865, la division de Carlin participe à la campagne des Carolines. Lors de la bataille de Bentonville le 19 mars 1865, il mène une « attaque d'évaluation » qui est mise en déroute par une contre-attaque d'ampleur confédérée au cours de laquelle le général Carlin évite de peu la capture.
Il est breveté major général le 15 mars 1865 pour bravoure et services méritant sur le champ de bataille lors de la guerre et major général des volontaires le 19 mars 1865 pour bravoure et service méritant lors de la guerre. Le 22 mai 1865, il prend le commandement de la 2nd division de l'armée de Virginie-Occidentale jusqu'en juillet 1865, date à laquelle les troupes sont libérées.

## Après la guerre
William Passmore Carlin quitte le service actif des volontaires le 24 août 1865. Il retourne dans l'armée régulière et est transféré au 34th Infantry le 21 septembre 1866 puis au 16th Infantry le 15 mars 1868.
Il est promu lieutenant-colonel le 1er juillet 1872 au 17th Infantry, puis colonel le 11 avril 1882 au 4th Infantry.
Il est enfin promu brigadier général le 17 mai 1893. Il prend sa retraite le 24 novembre 1893.
William Passmore Carlin a écrit ses mémoires : The Memoirs of Brigadier General William Passmore Carlin, U.S.A.